# 細雪
『細雪』（ささめゆき）は、谷崎潤一郎の長編小説。1936年（昭和11年）秋から1941年（昭和16年）春までの大阪の旧家を舞台に、4姉妹の日常生活の明暗を綴った作品。阪神間モダニズム時代の阪神間の生活文化を描いた作品としても知られ、全編の会話が船場言葉で書かれている。上流の大阪人の生活を描き絢爛でありながら、それゆえに第二次世界大戦前の崩壊寸前の滅びの美を内包し、挽歌的な切なさをも醸し出している。作品の主な舞台は職住分離が進んだため住居のある阪神間（職場は船場）であるが、大阪（船場）文化の崩壊過程を描いている。
谷崎潤一郎の代表作であり、三島由紀夫をはじめ、多くの小説家・文芸評論家から高く評価され、しばしば近代文学の代表作に挙げられる作品である。『細雪』は昭和天皇にも献本され、天皇自身は通常文芸作品を読まないが、この作品は全部読了したと谷崎は聞いたという。

## 背景・出版経過
谷崎は第二次世界大戦中の1941年（昭和16年）に谷崎潤一郎訳源氏物語（旧訳）を完成させ、1942年（昭和17年）9月下旬には山梨県南都留郡勝山村（現在の富士河口湖町勝山）の河口湖湖畔にある富士ビューホテルに滞在しており、その滞在中の様子をモチーフとした場面が『細雪』下巻に描かれている。
1943年（昭和18年）、月刊誌『中央公論』1月号と3月号に『細雪』の第1回と第2回が掲載された。夫人の松子、義姉、義妹たち4姉妹の生活を題材にした大作だが、軍部から「内容が戦時にそぐわない」「優美な世界が『時局をわきまえない』」として6月号の掲載を止められた。
谷崎はそれでも執筆を続け、1944年（昭和19年）7月には私家版の上巻を作り、友人知人に配ったりしていたが、それも軍により印刷・配布を禁止された。中巻（544枚）も完成したが出版できなかった。疎開を経て、終戦後は京都の鴨川べりに住まいを移し、1948年（昭和23年）に作品を完成させた。
戦後に発表が再開されたものの、今度はGHQによる検閲を受け、戦争肯定や連合国批判に見える箇所などの改変を余儀なくされた。それらの過程を経た『細雪』全巻の発表経緯を以下にまとめる。
- 1943年（昭和18年）
  - 上 - 『中央公論』1月号、3月号
- 1944年（昭和19年）
  - 私家版『細雪 上巻』（非売品）を7月に刊行。
- 1946年（昭和21年）
  - 『細雪 上巻』を6月に中央公論社より刊行。
- 1947年（昭和22年）
  - 『細雪 中巻』を2月に中央公論社より刊行。
  - 下 - 『婦人公論』3月号-12月号
- 1948年（昭和23年）
  - 下 - 『婦人公論』1月号-10月号
  - 『細雪 下巻』を12月に中央公論社より刊行。
- 1949年（昭和24年）
  - 『細雪 全巻』を12月に中央公論社より刊行。

『細雪』はベストセラーとなり、谷崎は毎日出版文化賞（1947年）や朝日文化賞（1949年）を受賞した。
1950年代に、英語（The Makioka Sisters（英語））に翻訳、アメリカで出版されたことを皮切りに、世界各国でも出版されており、スロベニア語・ドイツ語・イタリア語・中国語・スペイン語・ポルトガル語・フィンランド語・ギリシャ語・フランス語・セルビア語・ロシア語・韓国語・オランダ語・チェコ語・トルコ語に翻訳されている。
なお、作中には年号の表記が出てこないが、作中で四季の移り変わりと、阪神間を襲った大きな気象災害（阪神大水害）が克明に描かれているため、この作品は日中戦争勃発の前年1936年（昭和11年）秋から日米開戦の1941年（昭和16年）春までのことを書いているとされている。
『細雪』の舞台となった場所
1. 兵庫県武庫郡住吉村（現・神戸市東灘区）の谷崎の旧邸は、保存運動がNPO法人「谷崎文学友の会」と地元住民によって進められ、六甲ライナー建設による移築保存を1990年（平成2年）に成しとげ、「倚松庵」と名づけられている。
2. 岐阜県不破郡垂井町表佐地区（業平川）が５月下旬から６月中旬にかけての「蛍狩り」の舞台である。同町で谷崎が執筆する為に使用した「爛柯亭」は現在同県郡上市へ移築されている。

## あらすじ
大阪船場で古い暖簾を誇る蒔岡家の4人姉妹、鶴子・幸子・雪子・妙子の繰り広げる物語。三女・雪子の見合いが軸となり物語が展開する。

### 主な登場人物
蒔岡家
- 鶴子 - 長女、本家の奥様
  - 辰雄 - 鶴子の婿養子、銀行員
- 幸子 - 次女、分家の奥様 -「ごりょうんさん」（船場言葉「御寮人さん」＝ 若奥様）　谷崎の妻・谷崎松子がモデル。
  - 貞之助 - 幸子の婿養子、計理士
  - 悦子 - 幸子と貞之助の娘
- 雪子 - 三女 - 「きやんちゃん」（「雪(ゆき)姉ちゃんがつづまった言葉）
- 妙子 - 四女 -「こいさん」（船場言葉「小娘さん」＝ 末娘）

その他
- 井谷 - 幸子たち行きつけの美容院の女主人
- 奥畑 - 妙子の恋人、貴金属商の三男坊 -「啓坊」「啓ちゃん」
- 板倉 - 妙子の恋人、写真師
- 三好 - 妙子の恋人、バーテンダー
- 瀬越 - 雪子の縁談相手
- 野村 - 雪子の縁談相手
- 沢崎 - 雪子の縁談相手
- 橋寺 - 雪子の縁談相手
- 御牧 - 雪子の縁談相手、子爵家の庶子

### 上
旧幕時代から木綿問屋を営む豪商・蒔岡商店の蒔岡家は、大阪の中流上層階級の家である。姉妹たちの父親の全盛期は大阪でも指折りの裕福な家だったが、代が変わるころには財産は減ってしまい、船場の店も人手に渡っている。本家は大阪の代々の家に住んでおり、長女の鶴子、その夫で婿養子となって蒔岡の名を継いだ辰雄、その6人の子供の一家である。
分家は阪神間の閑静な郊外、芦屋にあり、次女の幸子、同じく婿養子となって蒔岡の名を継いだ夫の貞之助、幼い娘の悦子の3人家族である。鶴子と幸子には雪子と妙子という2人の未婚の妹がおり、妹たちは本家と分家を行き来している。
物語の冒頭では、今まで雪子にあった多くの縁談を蒔岡家の誇りから断ってきたために縁談が減ってきており、雪子は30歳にして未婚であることが語られる。さらに悪いことに、妙子と間違えられて雪子の名が地元の新聞に載ってしまったことがある。妙子は奥畑と駆け落ちをしたのだ。辰雄は記事の撤回を申し入れたが、新聞は撤回ではなく訂正記事を載せ、雪子に換えて妙子の名を出した。
記事は蒔岡家の恥となり、雪子のみならず妙子の名をも汚すことになった。辰雄の対処に不満を持ち、また辰雄の堅実一方の性格がそもそも気に入らないために、雪子と妙子はほとんどの時間を芦屋の家で過ごすようになった。新聞の事件の後、妙子は人形作りに慰めを見出すようになる。かなり上手で、人形は百貨店で売られている。妙子は幸子に頼んで夙川に仕事部屋を設け、そこで長時間人形を作って過ごすようになる。
そんな折、井谷が雪子に瀬越という男性との見合いの話を持ってくる。井谷に急かされ、一家は瀬越について十分な調査が済まないまま非公式な見合いをすることにする。一家はこの縁談に乗り気になるが、調べを進めたところ瀬越の母親が遺伝するという精神病を患っていることが判ったために、最後には断らざるを得なくなる。
数か月後、幸子は女学校で同窓だった陣場夫人から縁談を持ち掛けられ、相手は中年のやもめで野村という。幸子は、外見が老けていることもあり特に良いとは思わなかったが、一応調査をすることにし、決めるのに1、2か月の猶予を陣場夫人にはに求めた。その話の一方で辰雄は勤務先の銀行の支店長として東京に赴任することになる。辰雄一家は東京に転居することになり、未婚の雪子と妙子も一緒に来てほしいと幸子を介して告げられる。妙子は雪子を盾に、また人形作りの忙しさを口実に芦屋へ留まったが、雪子はすぐに行かなくてはならない。
雪子は上辺では何事もないように振る舞うものの東京では元気が無く、鶴子はしばらく雪子を大阪に帰らせようと提案する。幸子が雪子を呼び寄せる口実を考えているところに、野村について催促の手紙が陣場夫人から届く。縁談に乗り気ではないものの、2人は芦屋に雪子を連れ帰る口実として見合いに同意する。
その見合いの直前に幸子が流産したため、野村との見合いは延期されるが、1週間後、幸子、貞之助そして雪子はようやく野村と会う。幸子は野村があまりに老けて見えることに驚き、一方で貞之助は、流産後の体調がすぐれない幸子を気遣う素振りを見せない先方に苛立つ。夕食後、一行は野村の家に招かれるが、そこで野村は家の中を隅々まで案内するが、その中で亡くなった妻と子どもたちの仏壇を見せる。雪子は野村の外見や身の上に対して何も不満を感じることはなかったが、この事からその無神経さに嫌気がさし、結婚できないと言う。こうして蒔岡家は野村の求婚を断り、雪子はまた東京に送り返される。

### 中
妙子は人形作りに飽き、洋裁と山村舞に精を出すようになる。舞のお浚い会が芦屋の家で行われ、妙子も出演する。板倉という感じの良い若い写真師が写真を撮っている。板倉は妙子の人形の写真を撮っており、妙子と知り合いである。
1か月後、関西地方は大水害に襲われる。妙子は最も被害のひどい地域にある洋裁学院にいたが、板倉が妙子を救出した。板倉の勇気に感じ入り、妙子は好意を持つようになる。やがて妙子と板倉の関係は幸子に知られるが、幸子は板倉の低い出自のため反対する。それでも妙子は彼と結婚するつもりでいる。
妙子は洋裁の師匠と共にフランスに行って洋裁の勉強をしたいと思い、幸子に本家への口添えを頼む。師匠がフランス行きをやめることになると、妙子は洋服店を開くことに決める。妙子は本家に資金援助を依頼するため東京に行くが、板倉が病気になりすぐに大阪に呼び戻される。
板倉は乳嘴突起炎のため入院していたが、手術の合併症からくる壊疽のために亡くなる。板倉の死で、妙子が低い出自の男と結婚するのではという幸子の憂いはひとまず消えた。

### 下
6月、辰雄の長姉が幸子に縁談をもたらす。名古屋の名家の出の沢崎である。幸子、雪子、妙子と悦子は辰雄の姉を訪ねて大垣に行き、そこで雪子が見合いをすることになった。見合いはうまく行かなかった。幸子はいい印象を持たなかったが、結局沢崎の方から断ってきた。蒔岡家が縁談を断られたのはこれが初めてだった。
幸子は妙子がまた奥畑と縒りを戻したと聞く。ふたりの交際がだんだんとあからさまになり、貞之助は鶴子に報告する。鶴子は妙子に東京に来るよう申し渡すが、妙子は拒否し絶縁される。
井谷がまた縁談を持ち込む。この橋寺は魅力的な相手だったが、再婚の決心がついていないようだった。貞之助は雪子を連れて橋寺に会い、話を纏めようと奔走するが、雪子の引っ込み思案のために橋寺は縁談を打ち切ってしまう。
その後、幸子は妙子が奥畑の家で重い病気になっているとの知らせを受ける。妙子は赤痢と診断される。病状は次第に悪くなり、姉たちはよい治療を受けさせたい一方、妙子が奥畑の家にいることを知られたくないために悩む。結局妙子は一家の友人の病院に移され、そこで緩やかに回復する。
一方で、幸子は妙子が絶縁されて以来奥畑に頼って暮らしていたことを知る。また三好というバアテンと関係があるらしいとも聞く。幸子は驚くが、今や妙子と奥畑は結婚するしかないと考える。妙子が回復した後、幸子は奥畑が家族から満州行きを勧められていると知る。幸子と雪子は、妙子が一緒に行くべきだと考えるが妙子は同意しない。雪子は、妙子は奥畑から多くの物をもらっており借りがあると説得する。妙子は泣きながら家を出て2日間帰らなかった。奥畑は結局満州へは行かないことにする。
井谷が経営する美容院を売って渡米する予定だという知らせが蒔岡家に届く。出発前に井谷は幸子に、もう一つ縁談があると告げる。維新の際に功労のあった公家華族・御牧子爵家の庶子で、45歳だという。姉妹が東京に行って御牧に会ってみると、その気さくな人柄にたちまち魅了される。東京滞在中に妙子は、三好の子を妊娠しており4か月だということを幸子に告げる。幸子と貞之助は妙子が有馬で秘密裏に出産するよう手配する。
蒔岡の家名を守るため、貞之助は奥畑に妙子の行状について他言しないよう求める。奥畑は妙子に使った金銭を補填することを条件に同意し、貞之助は2000円を支払う。結局妙子は死産し、三好と所帯を持つ。蒔岡家は御牧家から求婚への返答を求められる。雪子はそれを受け入れ、貞之助は本家に同意を求める手紙を送る。婚礼の日取りと場所が決まり、新居も決まった。雪子は婚礼衣装が届いても楽しげではなく、下痢が続き東京へ向かう列車でも止まらない。

## 映画
『細雪』はこれまで3度映画化されている。いずれも日本映画史を代表するトップ女優が出演して話題となった。

### 1950年版
新東宝で製作・公開され、阿部豊が監督を務めた。4姉妹は高峰秀子、山根寿子、轟夕起子、花井蘭子といった新東宝の看板女優を起用した。製作費は当時の作品としては破格の3800万円で、洪水シーンなどで特撮が使われている。1950年度キネマ旬報ベストテン第9位。
出演者
- 妙子：高峰秀子
- 雪子：山根寿子
- 幸子：轟夕起子
- 鶴子：花井蘭子
- 辰雄：伊志井寛
- 貞之助：河津清三郎
- 奥畑：田中春男
- 板倉：田崎潤
- 陣場氏：鳥羽陽之助
- 中村哲
- 松尾文人
- 音やん：杉寛
- 野村：小林十九二
- 板倉の父：横山運平
- 陣場夫人：千明みゆき
- 板倉の妹：香川京子
- 悦子：山崎隆子
- 板倉の母：本間文子
- 奥畑のばあや：浦辺粂子
- お春：津山路子
- 御牧：藤田進（特別出演）
- 三好：堀雄二（特別出演）

### 1959年版
大映で製作・公開され、島耕二が監督を務めた。脚本の八住利雄と鶴子役の轟夕起子、婆や役の浦辺粂子は1950年版に引き続いての参加（轟は幸子役からシフト）である。公開時の惹句は、「三大文芸賞に輝く文豪谷崎の不朽の名作を、最高最適の配役で描く文芸巨篇！」である。
出演者
- 鶴子：轟夕起子
- 幸子：京マチ子
- 雪子：山本富士子
- 妙子：叶順子
- 辰雄：信欣三
- 貞之助：山茶花究
- 奥畑：川崎敬三
- 板倉：根上淳
- 橋寺：菅原謙二
- 野村：船越英二
- 奥畑のばあや：浦辺粂子
- 玉置校長：三宅邦子
- 三好：北原義郎
- 陣場氏：春本富士夫
- 陣場夫人：村田知英子
- おさく：瀧花久子
- 光子：川上康子
- お春：藤田佳子
- チャイカのマダム：穂高のり子
- 悦子[11][13]：志摩多佳子[10]

## テレビドラマ
- 1957年：日本テレビ系／脚本:西村みゆき／出演：坪内美詠子、萬代峯子、谷崎恵美子、清水将夫ほか
- 1959年：NET（現・テレビ朝日）系／脚本：菊田一夫／出演：乙羽信子、浦島千歌子、八千草薫、太刀川洋一ほか
- 1965年：日本テレビ系／脚本：井手俊郎／出演：淡島千景、草笛光子、司葉子、水野久美ほか

- 1966年：フジテレビ系(『夜の十時劇場』枠)／出演：浦島千歌子、児玉利和、岡田茉莉子、神山繁ほか
- 1980年：よみうりテレビ系（『木曜ゴールデンドラマ』枠）／脚本:田井洋子／演出:香坂信之／出演：島田陽子、新珠三千代、加茂さくら、吉沢京子ほか
- 2018年：NHK BSプレミアム（『プレミアムドラマ』枠、タイトル『平成細雪』）／脚本：蓬莱竜太／演出:源孝志／出演：中山美穂、高岡早紀、伊藤歩、中村ゆりほか[14]

## 舞台
『細雪』は1966年（昭和41年）に初演され、多くの有名女優たちが4姉妹を演じてきた。
毎回、豪華な衣装が売り物だが、1990年11月の中日劇場公演では衣装代2億5000万円で三越がタイアップした。
2017年の明治座公演の初日に通算公演回数が1500回を迎えている。

### 主なキャスト
|      | 1966年     | 1970年   | 1976年     | 1984年     | 1985年 - 1990年 | 1993年 - 1994年 | 1995年 - 1997年 | 1998年     |
| ---- | ---------- | -------- | ---------- | ---------- | --------------- | --------------- | --------------- | ---------- |
| 鶴子 | 浦島千歌子 | 淀かほる | 岡田茉莉子 | 淡島千景   | 淡島千景        | 淡島千景        | 淡島千景        | 淡島千景   |
| 幸子 | 岡田茉莉子 | 乙羽信子 | 東恵美子   | 新珠三千代 | 新珠三千代      | 新珠三千代      | 八千草薫        | 池内淳子   |
| 雪子 | 司葉子     | 光本幸子 | 藤村志保   | 多岐川裕美 | 遥くらら        | 多岐川裕美      | 多岐川裕美      | 多岐川裕美 |
| 妙子 | 団令子     | 浜木綿子 | 五十嵐淳子 | 桜田淳子   | 桜田淳子        | 熊谷真実        | 熊谷真実        | 熊谷真実   |

|      | 2000年                              | 2001年 - 2003年                     | 2004年     | 2005年 - 2008年（全国ツアー） | 2008年（帝国劇場） - 2009年 |
| ---- | ----------------------------------- | ----------------------------------- | ---------- | ----------------------------- | --------------------------- |
| 鶴子 | 佐久間良子                          | 佐久間良子                          | 佐久間良子 | 大空真弓                      | 高橋恵子                    |
| 幸子 | 古手川祐子                          | 山本陽子                            | 山本陽子   | 山本陽子                      | 賀来千香子                  |
| 雪子 | 沢口靖子 南野陽子（2003年中日公演） | 沢口靖子 南野陽子（2003年中日公演） | 紺野美沙子 | 紺野美沙子                    | 檀れい                      |
| 妙子 | 純名里沙                            | 南野陽子 遠野凪子（2003年中日公演） | 南野陽子   | 南野陽子                      | 中越典子                    |

|      | 2010年     | 2011年     | 2012年     | 2014年 - 2015年 | 2017年     | 2019年（明治座） | 2024年（明治座・朗読劇） |
| ---- | ---------- | ---------- | ---------- | --------------- | ---------- | ---------------- | ------------------------ |
| 鶴子 | 高橋恵子   | 高橋恵子   | 高橋恵子   | 高橋恵子        | 賀来千香子 | 浅野ゆう子       | 藤原紀香                 |
| 幸子 | 賀来千香子 | 賀来千香子 | 賀来千香子 | 賀来千香子      | 水野真紀   | 一路真輝         | 篠田麻里子               |
| 雪子 | 紺野美沙子 | 水野真紀   | 水野真紀   | 水野真紀        | 紫吹淳     | 瀬奈じゅん       | 土生瑞穂                 |
| 妙子 | 藤谷美紀   | 中越典子   | 石川梨華   | 大和悠河        | 壮一帆     | 水夏希           | 村山彩希                 |

## 朗読
- 細雪（オーディオブック）（2022年2月12日、パンローリング、朗読：斉藤範子）※ 約1,918分（CD2枚、MP3）[17]

## 関連文献
- 谷崎松子『倚松庵の夢』中公文庫、1979年12月。ISBN 978-4122006928。元版（中央公論社）は1967年7月
- 谷崎松子『湘竹居追想　潤一郎と「細雪」の世界』中公文庫、1986年10月。ISBN 978-4122013643。元版（中央公論社）は1983年6月
- 谷崎松子『蘆辺の夢』中央公論社、1998年10月。ISBN 978-4120028434。
- 伊吹和子『われよりほかに　谷崎潤一郎最後の十二年』 講談社、1994年2月
- 川本三郎『『細雪』とその時代』 中央公論新社、2020年11月。ISBN 978-4120053504